# Fidelis Gadzama
Fidelis Gadzama (ur. 20 października 1979) – nigeryjski lekkoatleta (sprinter), mistrz olimpijski z 2000.
W 1998 roku został brązowym medalistą mistrzostw Afryki w sztafecie 4 × 400 m. W tej samej konkurencji otrzymał rok później złoty medal igrzysk afrykańskich.
Na igrzyskach olimpijskich w 2000 w Sydney startował w biegu eliminacyjnym sztafety 4 × 400 metrów, która biegnąc w finale w składzie: Clement Chukwu, Jude Monye, Sunday Bada i Enefiok Udo-Obong zajęła 2. miejsce w finale za sztafetą Stanów Zjednoczonych. W 2008 Międzynarodowy Komitet Olimpijski pozbawił sztafetę amerykańską złotego medalu ze względu na stosowanie dopingu przez jednego z jej członków Antonio Pettigrewa, a w 2012 podjął decyzję o uznaniu sztafety nigeryjskiej za mistrzów olimpijskich. Zawodnicy biegnący w eliminacjach, czyli Gadzama i Nduka Awazie również są uważani za mistrzów olimpijskich.
Gadzama wystąpił na halowych mistrzostwach świata w 2001 w Lizbonie, gdzie sztafeta 4 × 400 metrów w składzie: Monye, Gadzama, Bada i Udo-Obong ustanowiła w biegu eliminacyjnym (nieaktualny już) halowy rekord Afryki wynikiem 3:09,76, a w biegu finałowym zajęła 5. miejsce.
Rekordy życiowe:
| Konkurencja        | Data i miejsce             | Wynik |
| ------------------ | -------------------------- | ----- |
| bieg na 100 metrów | 11 maja 2003, Gavà         | 10,67 |
| bieg na 300 metrów | 18 kwietnia 2001, Alicante | 33,16 |
| bieg na 400 metrów | 30 lipca 1999, Lagos       | 45,59 |